# Sonic the Hedgehog (videojuego de 1991)
Sonic the Hedgehog es un videojuego de plataformas desarrollado por el Sonic Team y publicado por Sega para la consola doméstica Sega Mega Drive/Genesis en 1991. Salió a la venta en Norteamérica el 23 de junio y en las regiones PAL y Japón al mes siguiente. Los jugadores controlan al personaje homónimo, que puede correr a velocidades casi supersónicas; emprende una búsqueda para derrotar al Dr. Robotnik, un científico que ha encerrado animales en robots y busca las poderosas Chaos Emeralds. El modo de juego consiste en recoger anillos como forma de salud, y un esquema de control sencillo, con saltos y ataques controlados por un solo botón.
El desarrollo comenzó en 1990, cuando Sega ordenó a sus programadores que crearan un título con una mascota para la empresa. Los productores eligieron un erizo azul diseñado por Naoto Oshima tras ganar un concurso interno de diseño de personajes, y se bautizaron como Sonic Team para hacer entregas sobre esté. Utiliza una novedosa técnica que permite al sprite de Sonic rodar por escenarios curvos, basada en un concepto de Oshima de 1989. Se ha diseñado para ser rápido, recibió la influencia de los juegos de Shigeru Miyamoto, creador de la serie Super Mario. La música estuvo compuesta por Masato Nakamura, bajista de la banda de j-pop Dreams Come True.
Sonic the Hedgehog fue muy bien recibido por la crítica, que alabó su aspecto visual, su sonido y su mecánicas. Está considerado uno de los mejores videojuegos de todos los tiempos y se convirtió en uno de los más vendidos de todos los tiempos, con unos veinticuatro millones de copias vendidas en todo el mundo. En la Genesis, con la que venía incluido, vendió quince millones de copias, convirtiéndose en el más vendido de la consola. Consolidó a la consola como protagonista de la era de los 16 bits y le permitió competir con la Super Nintendo Entertainment System. Estuvo portado a múltiples sistemas e inspiró varios clones, una exitosa franquicia y adaptaciones a otros medios. Le siguió Sonic the Hedgehog 2 en 1992.

## Sistema de juego

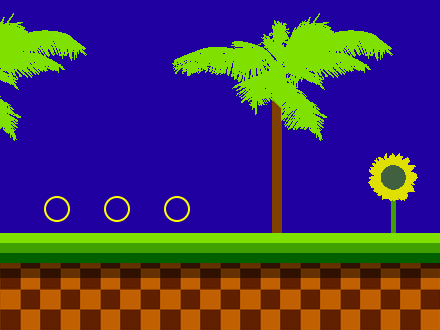
Aspecto estético de Green Hill Zone el primer nivel del juego.

Sonic the Hedgehog es un videojuego de plataformas de desplazamiento lateral en 2D. Se centra en la habilidad del personaje principal para correr a gran velocidad a través de niveles que incluyen muelles, pendientes, pozos sin fondo y bucles verticales. Están poblados de robots enemigos, dentro de los cuales el Dr. Robotnik ha atrapado animales; destruir uno libera al animal, pero no es necesario para completar el juego. También debe evitar tocar pinchos, caer en pozos sin fondo, ser aplastado por paredes o plataformas móviles y ahogarse, lo que puede evitarse respirar burbujas de aire de los conductos de ventilación. El principal medio de ataque de Sonic es el Spin Attack, en el que se enrosca en una bola y hace girar su cuerpo, dañando a los rivales y ciertos obstáculos al chocar. Puede realizarlo saltar o rodar.
Al comienzo, recibe tres vidas, que puede perder si choca con adversarios u objetos peligrosos mientras no tiene anillos, cae al fondo de la pantalla o supera el límite de tiempo de diez minutos de un acto. Los postes indicadores actúan como puntos de control que permiten volver activado más recientemente cuando pierde una. El tiempo se reinicia cuando regresa al mismo lugar. El título termina cuando el jugador se queda sin vidas, aunque puede volver al principio con tres si tiene algún Continue.
Esparcidos por cada nivel hay anillos de oro. Recoger cien recompensa con una vida extra. Actúan como una capa de protección contra los peligros: si Sonic sostiene al menos uno cuando choca con un rival o un obstáculo peligroso, todos sus anillos se dispersarán. Puede volver a recoger algunos de ellos antes de que desaparezcan. Si es golpeado sin tener ninguno, perderá automáticamente. Se pueden recoger escudos e invencibilidad temporal para proporcionar capas adicionales de protección, pero ciertos peligros, como ahogarse, ser aplastado, caer en pozos sin fondo o quedarse sin tiempo, lo matan independientemente de los anillos u otras protecciones.
La entrega se divide en seis zonas principales, seguidas de una breve «Zona Final». Cada escenario principal tiene su propio estilo visual, y aunque algunos enemigos aparecen a lo largo de todo, cada una tiene oponentes y obstáculos únicos. Se divide en tres actos, que deben completarse. Al final del tercero de cada etapa principal, se enfrenta al Dr. Robotnik en un combate contra un jefe. En la mayoría, su vehículo está equipado con distintas armas. Tras completar la sexta, el usuario continúa hasta la Final de una sola área para un último encuentro con Robotnik dentro de un gran entorno de máquinas. Destruir la máquina pone fin. Una breve animación muestra el regreso de Sonic a la primera zona, con los animales liberados del villano.
Si llega al final del Acto uno o dos de cualquier mapa mientras tiene al menos cincuenta anillos, aparece uno grande a través del cual puede saltar para entrar en una «fase especial». En estas, se enrosca continuamente en su animación Spin Attack y rebota contra los parachoques y las paredes de un laberinto que gira por completo. En estos, gana un número de continues por cada múltiplo de cincuenta anillos recogidos, pero el objetivo principal es conseguir la Chaos Emerald oculta en el laberinto. Al chocar con cualquiera de los bloques marcados como «GOAL» termina la fase.

### Trama
En su intento de robar las siete Chaos Emeralds y aprovechar su poder, el Dr. Ivo Robotnik ha atrapado a los habitantes animales de la Isla Sur dentro de agresivos robots y cápsulas metálicas inmóviles. El jugador controla a Sonic, que pretende detener los planes de Robotnik liberar a sus amigos animales y recoger él mismo las esmeraldas. Si recoge todas y completa el juego, se muestra una secuencia final. Si no reúne todas, Robotnik se burla del usuario mientras hace malabares con cualquiera que no haya recolectado.

## Desarrollo

### Antecedentes y diseño de personajes
En la década de 1980, Sega tuvo un éxito limitado con los ports para Genesis de sus juegos arcade, pero quería afianzarse frente a su principal competidor, Nintendo. En 1988, Sega of Japan inició un concurso interno para crear un rival de Mario, la mascota de Nintendo. Durante los tres años siguientes, los programadores y diseñadores trabajaron en la creación de un personaje que competiría con él. En 1990, encargó a su estudio de desarrollo interno que creara un videojuego con una mascota para la empresa. El presidente, Hayao Nakayama, quería uno tan emblemático como Mickey Mouse.
El equipo hizo conceptos para los protagonistas, el motor y las mecánicas. Se hizo hincapié en la velocidad, por lo que Sega tuvo en cuenta criaturas veloces como canguros y ardillas y eliminó diseños no asociados a animales rápidos. Una era la de un conejo capaz de agarrar objetos con sus orejas prensiles, resultaba prometedora, pero demasiado compleja para el hardware de Genesis. Redujo su búsqueda a animales que pudieran enrollarse en una bola, su representación para un movimiento de ataque, y consideró armadillos y erizos. El erizo, propuesto por Naoto Ōshima, prevaleció. Ohshima se fue de vacaciones a Nueva York, llevándose bocetos. Condujo a Central Park y pidió a los lugareños su opinión sobre ellos, y Sonic era el favorito. Un hombre con bigote, que acabó convertirse en el Dr. Robotnik, quedó en segundo lugar.
Sonic era originalmente de color verde azulado, entonces un tono claro de azul, pero se cambió a uno oscuro para que destacara sobre determinados fondos y para que coincida con el logotipo de la empresa. Según Ohshima, el boceto básico se creó combinando la cabeza de Félix el Gato con el cuerpo de Mickey Mouse. Sus zapatos tenían hebillas por inspiración de las botas de Michael Jackson en la portada del álbum Bad y la combinación de colores rojo y blanco de Papá Noel a quien Ohshima veía como la figura más «famosa del mundo». Los pinchos se acentuaron para hacerlo más estilizado, y se le dio la capacidad de girar mientras saltaba —de modo que el ataque y el salto podían controlarse con un solo botón—. El nuevo protagonista se llamaba originalmente «Mr. Hedgehog», pero el grupo de ocho miembros cambió su nombre por el de «Sonic» y adoptó el apelativo de Sonic Team.
Ohshima dijo que se eligió «Sonic» porque representaba la velocidad. Entre las ideas que se propusieron para dar cuerpo figuraban incluirlo en una banda de rock, dotarlo de colmillos de vampiro y darle una novia humana llamada Madonna. Sega of America descartó estas para mantener su identidad sencilla. También le preocupaba que la mayoría de los estadounidenses no supieran qué es un erizo. Según Mark Cerny, que laboraba en Tokio como intermediario entre las oficinas japonesas y estadounidenses, el personal americano consideró que era «insalvable». Hicieron planes para educar al Sonic Team en el diseño de personajes con la labor de Will Vinton, el creador de los California Raisins. Propusieron una recreación a gran escala, pero se comprometieron con el Sonic Team a limitarse a introducir cambios del bosquejo para el público occidental. El antagonista recibió el nombre de «Dr. Eggman» en Japón y «Dr. Robotnik» en otras regiones como resultado de una disputa entre las divisiones americana y japonesa.

### Concepto y programación

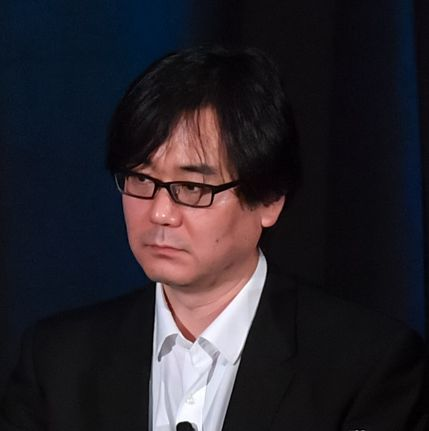
Hirokazu Yasuhara se desempeñó como el diseñador de arte.

Una vez establecido un protagonista satisfactorio, Sega recurrió al programador Yūji Naka, que les había impresionado con su trabajo en Phantasy Star y el port para Genesis de Ghouls 'n Ghosts. Naka era fanático de Super Mario Bros. pero quería algo más rápido, así que el juego se hizo para jugar veloz, que era donde concentraba la mayor parte de su esfuerzo. Explicó que la razón por la que quería uno rápido era que había adaptado Ghouls 'n Ghosts y quería producir en su movimiento pero lo encontraba lento.
Sonic the Hedgehog estuvo desarrollado por un equipo de siete personas: dos programadores, dos ingenieros de sonido y tres diseñadores, aunque comenzó sólo con Ohshima y Naka. A medida que aumentaba la necesidad de contenidos, se incorporaban personas. Tras asignárseles un proyecto con el nombre en clave «Derrota a Mario», Ohshima y Naka empezaron a trabajar, pero se encontraron con problemas: el conejo de Ohshima resultó difícil de programar. Atrapar objetos y lanzarlos hacía que se rompiera el ritmo de la acción. Naka declaró que no era adecuado para su motor, y además quería que se pudiera jugar con un solo botón. Hirokazu Yasuhara entró en el grupo para supervisar a Ohshima y Naka y hacer los niveles. Se convirtió en el diseñador principal debido a su mayor experiencia, y encontró la forma de hacer que el título fuera jugable con un solo pulsador hacer que Sonic hiciera daño saltar. Al trío se le ocurrió la idea de que se enrollara en una bola. Una vez elegido el erizo, se redibujaron muchos personajes y se puso de acuerdo sobre la complejidad visual de los entornos, con especial atención a los colores. Después de esto, cuatro personas se incorporaron al personal para acelerar la producción.
Debido a la popularidad de Mario, Naka quería que Sonic se hiciera con el mercado estadounidense. Su velocidad por defecto se ajustó a la de Mario mientras corría. Se hicieron pruebas con la biblioteca de herramientas de la Genesis, y pronto se hicieron evidentes problemas como el parpadeo, la lentitud de los fotogramas y las animaciones movidas. Aumentarla causaba problemas de animación. Lo solucionó desarrollar un algoritmo que conservaba la fluidez. Lo único que quedaba era optimizar la rapidez para cumplir las expectativas del personal. El equipo se dio cuenta de que cada persona tenía una percepción distinta de la aceleración: algunos creían que era demasiado rápido, lo que provocaba desacuerdos. En consecuencia, se redujo.
El funcionamiento en bucle había sido implementado en una demo técnica por Naka, que desarrolló un algoritmo que permitía a un sprite moverse suavemente sobre una curva determinar su posición con una matriz de puntos. Su prototipo era un videojuego de plataformas con un personaje que se movía a gran velocidad y rodaba en una bola por un tubo largo y sinuoso. Yasuhara hizo este concepto con los diseños de los personajes de Ohshima y las fases. En un principio, tenía previsto obrar durante tres meses debido al retraso de su traslado previsto a Estados Unidos por el estallido de la Guerra del Golfo, pero estuvo enfrascado en el proyecto durante casi un año. Sus diseños de niveles estaban pensados para atraer tanto a los usuarios hardcore como a los casuales, integrar ocasionalmente piezas desafiantes, en su mayoría accesibles. La combinación de colores se vio influida por la obra del artista pop Eizin Suzuki, y la estética de Green Hill, por la geografía de California.
Para diseñar la mecánicas, Naka se inspiró en Shigeru Miyamoto, creador de Mario, cuyas entregas había disfrutado años atrás. Admirar la sencillez del sistema de Miyamoto en entornos complejos, Naka decidió que Sonic se controlaría con un solo pad direccional para moverse y un solo botón para saltar. También quería que su creación estuviera más orientada a la acción que la serie Mario; mientras jugaba a Super Mario Bros., se había preguntado por qué no se podían superar los escenarios más rápidamente.
Naka, Ohshima y Yasuhara laboraron diecinueve horas al día en el proyecto durante varios meses. Debido a la necesidad de demostrar las proezas tecnológicas de la Genesis, el juego estuvo sometido a exhaustivas pruebas y rediseños, que duraron más de seis meses. Según Naka, tenía la velocidad de personajes más rápida de la historia en un videojuego y un efecto de rotación en las fases especiales que se había considerado imposible en la consola.
El personal pretendía añadir un modo para dos jugadores a pantalla partida, pero los conocimientos de programación de Naka eran insuficientes para ponerlo en práctica. En Sonic the Hedgehog 2 apareció, en el que el segundo controlaba a Miles «Tails» Prower, compañero del protagonista. El Sonic Team también pretendía incluir una prueba de sonido con animaciones de Sonic bailar breakdance con un grupo de personajes animales; incluido un cocodrilo teclista que más tarde se introdujo en la serie como Vector el Cocodrilo en Knuckles' Chaotix en 1995. Se descartó por razones de tiempo y Naka utilizó la memoria liberada para añadir el canto «¡Se-ga!» utilizado en los anuncios de televisión como ruido de inicio.
La relación de Naka con Sega fue tenue durante este tiempo, y recibió poco crédito por su trabajo. Dejó la empresa poco después del lanzamiento, aunque Sega of America le contrató más tarde. Antes de marcharse, sin embargo, desafió la prohibición de dar créditos a los programadores mostrar unos pocos nombres en texto negro sobre fondo negro, identificables sólo mirar el código. Declaró que el diseño de escenarios era un gran reto: creó mapas mucho más amplios de lo normal e intentó asegurarse de que los jugadores no se perdieran. Tardó unos ocho meses en realizar Green Hill Zone, ya que no paraba de empezar desde cero. Afirmó que el proceso le parecía «muy interesante». También declaró que el grupo intentaba crear mapas fluidos, y que la implementación de estructuras en bucle era un reto porque Sonic las atravesaba en lugar de correr alrededor de ellas. Los fondos también fueron un reto, ya que la velocidad daba la impresión de ir hacia atrás. Las zonas se basaban en diseños de Naka y Ohshima, con el objetivo de crear el título de acción más rápido del mundo. Según Ohshima, Robotnik se basó en Humpty Dumpty.
Yasuhara quería que gustara tanto a los japoneses como a los estadounidenses, y por eso Green Hill Zone se rediseñó muchas veces. El Sonic Team quería que la etapa retratara correctamente al personaje. Su suelo a cuadros se inspiró en el renderizado de imágenes en 3D por ordenador, una idea que Naka obtuvo del desarrollador Yū Suzuki, que utilizó esta técnica con Space Harrier. El grupo leía Famitsū para mantenerse informado de lo que hacían sus rivales y así poder evitar sus errores.

### Música
Fujio Minegishi, director de Sega, tenía contactos en la industria musical y sugirió a su amigo Yūzō Kayama que escribiera la partitura de Sonic. Sin embargo, el Sonic Team pensó que la melodía de Kayama no encajaría, por lo que se la encargó a Masato Nakamura, bajista y compositor de la banda de J-pop Dreams Come True. Nakamura se mostró sorprendido, ya que acababa de empezar con el grupo, pero aceptó al sentirse inspirado por el deseo del equipo de superar a Nintendo. Afirmó que lo más difícil era trabajar con el número limitado de sonidos que podían reproducirse simultáneamente: estaba restringido a cuatro, y dijo que su falta de conocimientos sobre música en ordenadores lo hacía «imposible». Escribió la banda sonora al mismo tiempo que el álbum Million Kisses de Dreams Come True. Cuando terminó los ajustes, las digitalizó con un Atari ST y el programa Notator.
El 19 de octubre de 2011, más de veinte años después del lanzamiento, se publicó en Japón un recopilatorio de tres discos con melodía de Sonic the Hedgehog y Sonic the Hedgehog 2. El primero contiene temas originales de ambos juegos, el segundo contiene las grabaciones de las maquetas de Nakamura antes de que se programaran en la Genesis, y el tercero tiene canciones de Dreams Come True y sus correspondientes remezclas de Akon.

### Envasado y lanzamiento
El consejero delegado de Sega of America, Akira Watanabe, dijo que su objetivo era hacer que los personajes estuviera «coloridos», utilizar líneas claras y gradaciones para «acabar de perfilarlos». Según Watanabe, los desarrolladores le pidieron que creara un diseño de envase «similar al arte pop... sin ser particular de los envases convencionales», algo «original» y «con estilo». El juego no se desveló hasta la Consumer Electronics Show de enero de 1991 porque quería esperar hasta el momento oportuno y porque vio la oportunidad de «robar el show». En la feria, Sonic the Hedgehog era considerado el videojuego más impresionante y ganó el premio CES a la innovación.
El director ejecutivo de Sega of America, Tom Kalinske, quería tener la seguridad de que el personaje no fracasaría. El jefe global de mercadotecnia, Al Nilsen, y la jefa de producto Madeleine Schroeder se involucraron en la americanización de Sonic. Se encargó al artista Greg Martin que rediseñara el protagonista y se creó una nueva historia en la que era de Nebraska. El título se probó en Estados Unidos con aficionados a Mario: se les mostraba al personaje y luego jugaban a Sonic the Hedgehog. El ochenta por ciento prefirió el juego, y se presentó en el Consumer Electronics Show de 1991. Salió a la venta en Norteamérica el 23 de junio de 1991, y en las regiones PAL y Japón el mes siguiente. En noviembre de 1991, lo empaquetó con las consolas Genesis americanas, sustituye a Altered Beast. Esta táctica le permitió vender quince millones de unidades de la videoconsolas. Los propietarios de Genesis que compraron sus consolas antes del cambio podían solicitar copias gratuitas de Sonic the Hedgehog por correo. Sega of America creó una campaña de mercadotecnia, para convertir a Sonic en su nueva mascota.

## Otras versiones y reediciones

### Versión de 8 bits
Una versión de Sonic the Hedgehog estuvo desarrollada por Ancient y lanzada a finales de 1991 para las consolas de 8 bits de Sega, la Master System y la Game Gear. Su argumento y mecánica son similares a los de la versión de 16 bits, aunque algunos temas y recursos digitales son diferentes y las Chaos Emeralds están repartidas por los escenarios en lugar de en fases especiales. En su conjunto se ha simplificado; el diseño de los niveles es más plano y se centra más en la exploración, sin bucles verticales, y Sonic no puede volver a recoger sus anillos después de ser golpeado. Cuenta con una banda sonora diferente compuesta por Yūzō Koshiro, que incluye adaptaciones de la música de la original. Es el último juego estrenado para la Master System en Norteamérica. Esta adaptación se reeditó para el servicio de consola Virtual de Wii en Norteamérica y Europa en agosto de 2008. La de Game Gear se estrenó para la Nintendo 3DS el 13 de junio de 2013, e incluido como título desbloqueable en Sonic Adventure DX: Director's Cut para GameCube y Windows y Sonic Mega Collection para PlayStation 2, Xbox y Windows.

### Sonic the Hedgehog Genesis
Con motivo del decimoquinto aniversario, el 14 de noviembre de 2006 se lanzó en Estados Unidos una adaptación para Game Boy Advance, Sonic the Hedgehog Genesis. Aunque es prácticamente idéntica al original, incluye varias novedades que no aparecían en la de Genesis, como la posibilidad de guardar el progreso de la partida y la inclusión del movimiento Spin Dash. Esta versión, a diferencia de otras, recibió malas críticas, con una puntuación de 33/100 en Metacritic. Las principales quejas se referían a su deficiente conversión a la consola, con el resultado de un mal rendimiento y una mala implementación de la música y las mecánicas originales.
Como respuesta a la mala acogida y a las afirmaciones de que la consola no podía manejar el juego original, Simon «Stealth» Thomley, que más tarde colaboró en el desarrollo del port para móviles de 2013, publicó una adaptación no oficial, a modo de prueba de concepto, de Sonic the Hedgehog para el sistema. Contiene una Green Hill Zone completa y dos fases especiales, así como a Tails y Knuckles como personajes jugables.

### Remasterización de 2013
Un port móvil remasterizado se publicó en iOS el 16 de mayo de 2013, con una versión de Android al día siguiente. estuvo desarrollada por Christian «Taxman» Whitehead y Simon Thomley de Headcannon desde cero usando el Retro Engine, empleado previamente en la remasterización de Sonic CD en 2011. Presenta varias mejoras, como gráficos en pantalla panorámica, la posibilidad opcional de hacer Spin Dash, una fase especial adicional, un modo de ataque contrarreloj y la opción desbloqueable de jugar como Tails y Knuckles; además, cuenta con un modo de depuración muy ampliado, que permite usar elementos no utilizados y más recientes —como las superformas de los personajes—. La versión para iOS se actualizó en 2016, añadir compatibilidad con Apple TV.

### 3D Sonic the Hedgehog
En 2013 se lanzó una versión para Nintendo 3DS, 3D Sonic the Hedgehog, como parte de la línea 3D Classics. Esta a diferencia de la mayoría de las reediciones descargables, no está emulada, sino que el código se reestructuró para aprovechar los gráficos 3D estereoscópicos del sistema y viene con mejoras adicionales, como la opción de usar el movimiento Spin Dash, un filtro estilo CRT y la opción de empezar desde cualquier nivel.

### Recopilaciones
Tras sus secuelas para la Genesis, Sonic the Hedgehog estuvo portado a una amplia gama de consolas domésticas y portátiles y ordenadores personales a través de recopilaciones. La primera colección en la que apareció es Sonic Compilation (1995) para Genesis. Desde entonces ha salido en Sonic Jam (1997) para la Sega Saturn, Sonic Mega Collection (2002) para la GameCube, Sonic Mega Collection (2004) para Playstation 2 y Xbox, Sega Mega Drive Collection para PlayStation 2 y PSP, Sega Mega Drive Ultimate Collection (2009) para Xbox 360 y PlayStation 3, Sonic Classic Collection (2010) para Nintendo DS, Oculus Arcade para el Oculus Rift, y Sega Genesis Classics (2018) para Microsoft Windows, PlayStation 4, Xbox One y Nintendo Switch. El remaster de 2013 se incluyó en el recopilatorio Sonic Origins de 2022. Con esta, Amy Rose pasó a ser un personaje jugable en una versión mejorada de Origins.

### Lanzamientos descargables
Sonic the Hedgehog ha estado disponible para las tres principales consolas de videojuegos de séptima generación. Formó parte de la consola virtual de Wii cuando se introdujo el servicio en 2006, y se lanzó para Xbox Live Arcade y PlayStation Network poco después. El juego salió a la venta en 2007 para los modelos iPod classic, IPod video y iPod nano con capacidad de vídeo y para iOS de Apple en abril de 2009. Sonic the Hedgehog estuvo disponible en GameTap en septiembre de 2009. En octubre de 2010, se estrenó en Windows a través de Steam. Estuvo portado a Android y lanzado en diciembre de 2012. Además, es una recompensa desbloqueable en las versiones para consola de Sonic Generations. La remasterización de 2013 estuvo disponible en el servicio Sega Forever de iOS y Android en junio de 2017. El 20 de septiembre de 2018 se publicó un port para Nintendo Switch como parte de la línea de reediciones de Sega Ages. Añade características como la posibilidad de usar movimientos de Sonic 2 y Sonic Mania, un modo desafío, un ataque contrarreloj para la primera fase y características de las reediciones para 3DS y su secuela.

### Versiones canceladas
U.S. Gold adquirió los derechos para hacer una versión de Sonic the Hedgehog para los ordenadores personales Amiga, ZX Spectrum, Commodore 64, Amstrad CPC y Atari ST, pero no llegó a publicarse. Existen varias capturas de pantalla, algunas de las cuales se asemejan a la de 8 bits. También estaba prevista una adaptación mejorada para Sega CD, pero se canceló en favor de Sonic CD.

## Recepción

### Ventas
Sonic the Hedgehog fue un éxito comercial. Se convirtió en el videojuego más vendido en Estados Unidos durante varios meses de 1991, supero a Super Mario. En la Navidad, había despachado casi un millón de cartuchos en ese país. También ha sido el título más alquilado del año de Blockbuster Video. En el Reino Unido, era la entrega de Mega Drive más comprado durante los dos meses siguientes a su estreno.
Sonic the Hedgehog es el juego doméstico más vendido de 1991, con 2 millones de copias en todo el mundo a finales de año, convertirse en el título doméstico más vendido hasta entonces. En 1991, ayudó a la empresa a generar unos ingresos brutos de 1000 millones de dólares en ventas de videoconsolas y a hacerse con una cuota del 65% del mercado europeo. Batió el récord de ventas de software de Sega con 2,8 millones de cartuchos comprados en marzo de 1992, incluyendo 1,8 millones en Estados Unidos y otro millón en Europa y Japón. Llegó a vender 3,7 millones de unidades en octubre de 1992, y 4,5 millones en todo el mundo en noviembre de 1992. Para 1997, había vendido más de 14 millones en todo el mundo, y recaudó más de 400 millones de dólares (890 millones ajustados a la inflación), por encima de los 200-300 millones que solía recaudar una superproducción de la época.
La versión original incluida en el hardware de Sega Genesis/Mega Drive había vendido más de 15 millones de copias en febrero de 2009. La versión para móviles también tuvo ocho millones de descargas de pago en 2008, en 2011 se adquiero 482 960 unidades en Xbox Live Arcade a partir de 2011, y más de 500 000 descargas de pago de Android entre 2013 y 2016, con lo que las ventas totales ascienden a aproximadamente 24 millones de copias en todo el mundo en todas las plataformas.

### Reseñas contemporáneas
Sonic the Hedgehog se ha alabado por la crítica, con puntuaciones superiores al 90 % en la mayoría de las revistas de videojuegos de la época. Se consideró la respuesta de Sega a la popular serie Mario de Nintendo, ya que se trataba de un juego de plataformas protagonizado por la mascota de la compañía. En un avance tras su debut en el CES en enero de 1991, John Cook, de Computer and Video Games lo calificó como el título más impresionante de la feria y dijo que era «otra entrega saltarín en el molde de Mario, pero con un asombroso giro de velocidad y una gran música». Tras su lanzamiento, Paul Rand, de Computer and Video Games comparó los dos en profundidad y caracterizó a Sonic the Hedgehog por ser más rápido, con colores más vivos, y a Super Mario World por tener más «profundidad de juego». Frank Ladoire de Génération 4 cree que forma parte de una nueva generación que demuestran que la Mega Drive es capaz de hacer «cosas hermosas» en el departamento técnico.
Los revisores alabaron sus gráficos coloridos y detallados. Rand calificó su esquema de colores de «vivo, pero nunca chillón», alabó la interacción del color con el detalle en los sprites, fondos y animaciones y describió sus gráficos como los mejores disponibles para la consola. El crítico Boogie Man de GamePro calificó los intrincados fondos de «llamativos» y «preciosos», de la que se hizo eco Mean Machines. Los Lessers (Hartley, Patricia y Kirk) de Dragon afirmaron que las imágenes hacían de Sonic un posible aspirante al mejor juego de 1991 y GameZone calificó la animación de «una de las más fluidas y rápidas... jamás vistas». Julian Boardman de Raze alabó los fondos «coloridos y muy detallados» y los «fabulosos» sprites. La música y los efectos de sonido también estuvieron bien recibidos; Dragon los calificó de «geniales», y GameZone «increíble». Rand elogió la «pegadiza» banda sonora y calificó algunos de los efectos de sonido de «absolutamente brillantes». Aunque Mean Machines calificó las canciones de «vagamente atractivas», se apreciaron mejor los efectos sonoros. Sin embargo, Boardman de Raze consideró la melodía «un poco aburrida».
Las reseñas destacó la rapidez, sin precedentes en los videojuegos de plataformas. La dificultad ha sido discutida, calificada de «imposible» por Rand y «promedio» por EGM. Rand dijo de la mecánica en general que «se juega como un sueño»; según GameZone encantaría a los jugadores durante horas, y Boogie Man alabaron la capacidad del Sonic Team para ofrecer una experiencia atractiva basada principalmente en correr y saltar. Aunque EGM, Dragon, Paul de Mean Machines y Boardman de Raze elogiaron el diseño de los niveles (especialmente las salas ocultas), Para Paul, perder todos los anillos es frustrante. Bob Strauss de Entertainment Weekly lo calificó con un sobresaliente y escribió que era muy rápido, pero que nunca resultaba caótico o imposible, y más tarde lo nombraron el mejor juego disponible en 1991.

### Premios
En los Golden Joystick Awards de 1991, Sonic the Hedgehog ganó el premio al mejor juego del año. En los galardones Electronic Gaming Monthly de ese mismo año, ganó al título del año. En los European Computer Trade Feur (ECTS), obtuvo los galardones al mejor videojuego y al espectadores en vivo. En 1992, Mega clasificó a Sonic como su tercera entrega favorita de Genesis. En 1995, Flux Magazine lo calificó en cuarto lugar en su «Top 100 Video Games». En 1996, Gamesmaster ocupó en el puesto 78 de sus «Top 100 juegos de todos los tiempos». En 2016, el The Strong National Museum of Play lo incluyó en su Salón de la Fama del Videojuego.

### Reseñas retrospectivas
La recepción retrospectiva ha sido positiva, con una puntuación del 86 % en el agregador de reseñas GameRankings basada en nueve reseñas publicadas en línea en la década de 2000. Sonic the Hedgehog ha mantenido su popularidad, y desde entonces ha sido considerado uno de los mejores videojuegos de todos los tiempos.
Frank Provo de GameSpot lo describió como «uno de los mejores juegos de plataformas de todos los tiempos», y afirmó que, a pesar de los problemas técnicos de la versión para Game Boy Advance, «después de todos estos años, los gráficos, el sonido y la mecánica siguen siendo los mismos». Lucas M. Thomas de IGN coincidió en que superó la prueba del tiempo. En The Guardian, Keith Stuart observaba que el énfasis de Sonic the Hedgehog en la velocidad y el sistema de pinball se aparta drásticamente de los preceptos generalmente aceptados del diseño, ya que requiere que los jugadores «aprendan a través de la repetición más que de la observación», pues «los niveles no están diseñados para ser vistos o siquiera comprendidos en una sola partida». Sin embargo, Stuart concluyó que «a veces en Sonic, cuando mejoras, o por pura suerte, las cosas despegan, cada salto es correcto, cada bucle es perfecto, y estás en la corriente, navegar por encima de la extraña estructura... es un diseño incorrecto y, sin embargo... es una obra maestra».

## Legado
Sonic the Hedgehog contribuyó a popularizar la consola en Norteamérica, sobre todo gracias a su inclusión en la Genesis, lo que la consolidó como competidora de Nintendo y su Super Nintendo. Entre octubre y diciembre de 1991, con el éxito del juego, superó en ventas a la SNES en una proporción de dos a uno; en su punto álgido de enero de 1992, se afianzó en la industria y contaba con el 65 % del mercado de 16 bits. Aunque Nintendo acabó supero a Sega, era la primera vez desde diciembre de 1985 que no lideraba el mercado.
Inspiró otros videojuegos de plataformas similares protagonizados por mascotas animales, como Bubsy, Aero the Acro-Bat, James Pond 3, Earthworm Jim, Zero the Kamikaze Squirrel, y Radical Rex. Los títulos de «animales con actitud» se trasladaron a la siguiente generación de consolas, y los desarrolladores de Crash Bandicoot y Gex lo citaron como principal inspiración.
Su éxito dio lugar a una extensa franquicia mediática, con la primera de sus muchas secuelas, Sonic the Hedgehog 2, lanzada al año siguiente. lanzada al año siguiente. Ha generado docenas de entregas adicionales y un gran elenco de personajes recurrentes, mantener a Sonic y Robotnik —más tarde rebautizado como Eggman— como pilares principales, y continuó más allá de la salida de Sega de la industria de las consolas tras la Dreamcast. La serie ha pasado de los juegos de plataformas a la lucha, carreras, juegos de rol, y títulos deportivos, y también se ha expandido al anime, manga, dibujos animados, cómics, novelas, y juguetes. Sonic the Hedgehog es una de las franquicias de videojuegos más vendidas de todos los tiempos, con más de 140 millones de copias vendidas o descargadas en todo el mundo en consolas, PC, teléfonos móviles y tabletas en mayo de 2014. El primer nivel, Green Hill Zone, ha aparecido en entregas posteriores como Sonic Adventure 2, Sonic Generations, Sonic Mania, Sonic Forces y la serie Super Smash Bros.
Inspiró una serie de variantes no oficiales, como Somari, una conversión pirata de NES con el personaje de Mario de Nintendo en niveles del juego original de Sonic, Sonic the Hedgehog Megamix, un mod de conversión total del original, y Sonic 1 Boomed, un hack ROM que implementa el rediseño del protagonista de la serie animada Sonic Boom.